# Karo
Karo, ook wel Tanah Karo (Karoland, Karogrond), is een Sumatraans regentschap (kabupaten) in de provincie Noord-Sumatra van de Zuidoost-Aziatische eilandrepubliek Indonesië. De hoofdstad van het regentschap is Kabanjahe. Het regentschap heeft een oppervlakte van 2 127,25 km² en telt 500 000 inwoners. De meerderheid van de bevolking is Karo Batak, een groep binnen de Batak.

## Onderdistricten
Karo behelst dertien onderdistricten (kecamatan):
- Barusjahe
- Berastagi
- Juhar
- Kabanjahe
- Kuta Buluh
- Laubaleng
- Mardinding
- Merek
- Munte
- Payung
- Simpang Empat
- Tiga Binanga
- Tigapanah

Barusjahe · Berastagi · Juhar · Kabanjahe · Kuta Buluh · Laubaleng · Mardinding · Merek · Munte · Payung · Simpang Empat · Tiga Binanga · Tigapanah
Stadsgemeenten: Binjai · Gunung Sitoli · Medan · Pematang Siantar · Tanjung Balai · Tebing Tinggi · Padang Sidempuan · Sibolga

Regentschappen: Asahan · Batu Bara · Dairi · Deli Serdang · Humbang Hasundutan · Karo · Labuhan Batu · Labuhanbatu Selatan · Labuhanbatu Utara · Langkat · Mandailing Natal · Nias · Nias Barat · Nias Selatan · Nias Utara · Padang Lawas · Padang Lawas Utara · Pakpak Bharat · Samosir · Serdang Bedagai · Simalungun · Tapanuli Selatan · Tapanuli Tengah · Tapanuli Utara · Toba Samosir